# Lahonce
Lahonce (Baskisch: Lehuntze) is een gemeente in het Franse departement Pyrénées-Atlantiques (regio Nouvelle-Aquitaine). De plaats maakt deel uit van het arrondissement Bayonne. Lahonce telde op 1 januari 2022 2.736 inwoners.

## Geografie
De oppervlakte van Lahonce bedroeg op 1 januari 2022 9,47 vierkante kilometer; de bevolkingsdichtheid was toen 288,9 inwoners per km².

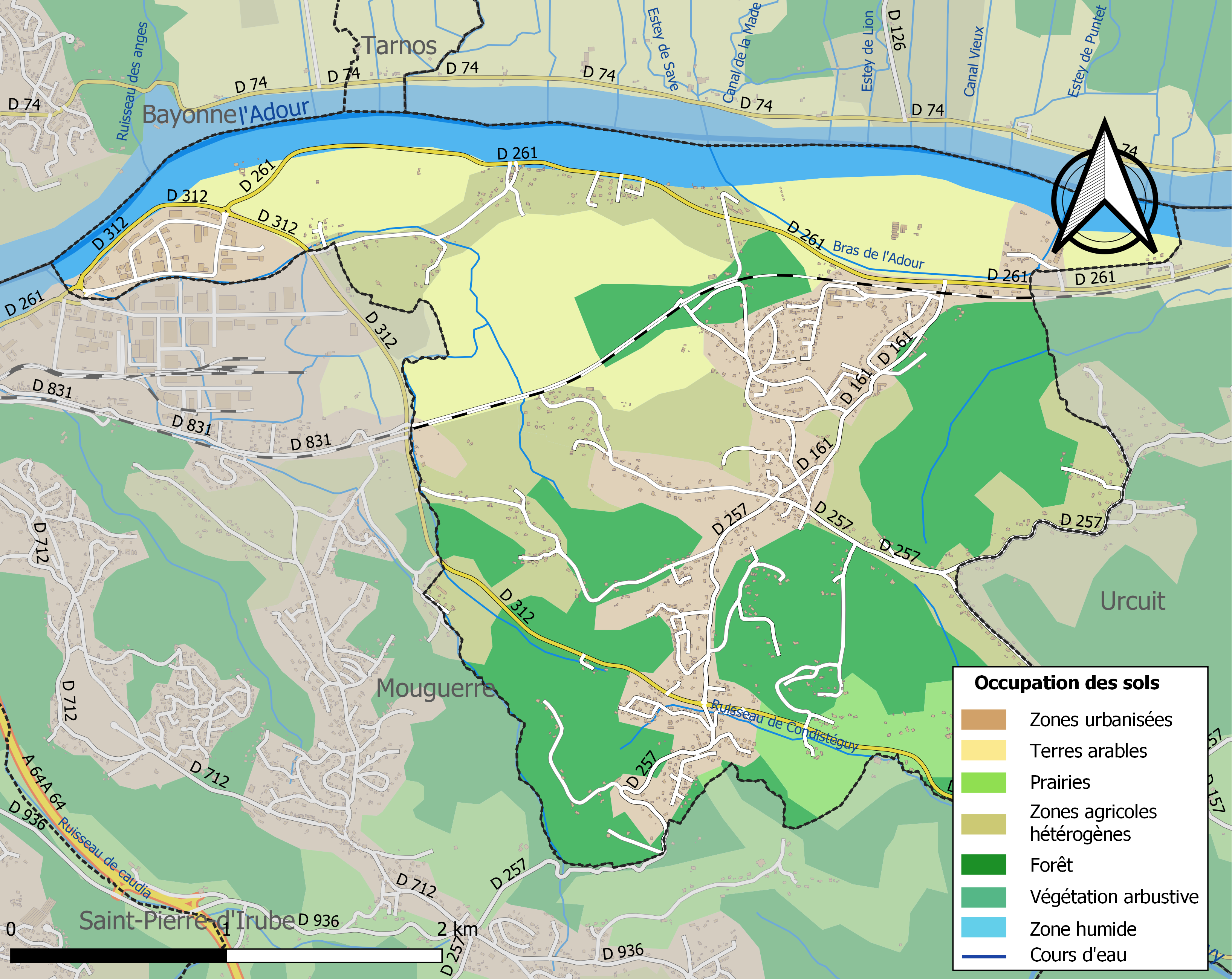
Kaart van de gemeente met belangrijkste infrastructuur, bodemgebruik en omliggende gemeenten

## Demografie
Onderstaande figuur toont het verloop van het inwonertal (bron: INSEE-tellingen).